# Ferroban

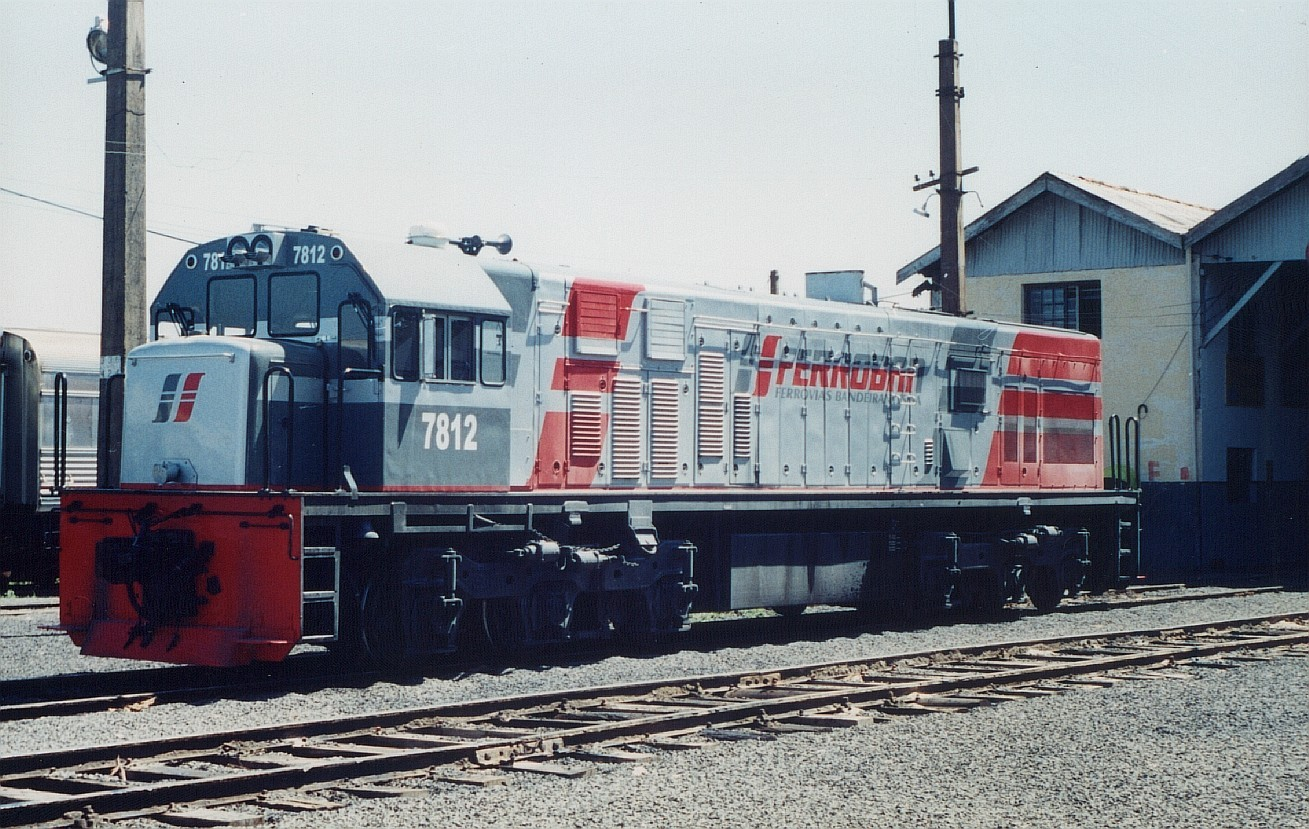
Lokomotive U20C der Ferroban in Bauru

Ferrovia Bandeirantes S.A. (FERROBAN) war eine Bahngesellschaft in Brasilien, die ein Streckennetz im Bundesstaat São Paulo unterhielt. Sie übernahm das Streckennetz von der vormals staatlichen Rede Ferroviária Federal Paulista S.A. (FEPASA) im Jahr 1998 im Rahmen der Privatisierung. Im Privatisierungsprozess wurde die FEPASA aufgeteilt. Die Strecke von Vale Fértil nach Uberlândia kam unter die Kontrolle der Ferrovia Centro Atlântica (FCA) und die Strecken von Iperó nach Apiaí und von Rubião Junior nach Presidente Epitácio gingen unter die Kontrolle der Ferrovia Sul Atlântico (FSA).
Später ging die Gesellschaft FERROBAN in der Gruppe Brasil Ferrovias auf, die dann durch Aktientausch 2006 Teil des Logistikkonzerns América Latina Logística (ALL) wurde.